# Rose scarlatte
Rose scarlatte is een Italiaanse filmkomedie uit 1940 onder regie van Vittorio De Sica en Giuseppe Amato.

## Verhaal
Als Maria Verani een bos rode rozen krijgt, komt ze in de verleiding om haar man Alberto te bedriegen. De rozen zijn afkomstig van haar man, maar ze zijn in feite niet voor haar bedoeld. 

## Rolverdeling
| Acteur           | Personage       |
| ---------------- | --------------- |
| Vittorio De Sica | Alberto Verani  |
| Renée Saint-Cyr  | Maria Verani    |
| Umberto Melnati  | Tommaso Savelli |
| Vivi Gioi        | Clara           |
| Luisella Beghi   | Rosina          |
| Rubi D'Alma      | Gravin          |
| Carlo Ranieri    | Tuinman         |
| Livia Minelli    | Bloemist        |